# Seks przedmałżeński
Seks przedmałżeński – aktywność seksualna między osobami przed zawarciem związku małżeńskiego. 
W zależności od kultury bywa aprobowany, tolerowany lub zupełnie niedopuszczalny, stanowiąc hańbę dla rodziny, możliwą do usunięcia tylko przez zabójstwo honorowe. W społeczeństwie trobriandzkim wręcz zachęca się młode dziewczęta do nawiązywania takich relacji. Seks przedmałżeński jest zupełnie zabroniony np. przez islam i nietolerowany lub zabroniony przez większość wyznań chrześcijańskich.

## Religia
Religie i ich nauki mają duży wpływ na poglądy dotyczące seksu przedmałżeńskiego, ponieważ starożytne teksty religijne go zabraniają. Osoby aktywnie praktykujące wyznające daną religię rzadziej angażują się w seks przedmałżeński lub dłużej czekają przed pierwszym kontaktem seksualnym. Muzułmanie i Hindusi rzadziej deklarują, że uprawiali seks przedmałżeński w porównaniu z chrześcijanami, Żydami i buddystami. Islam ma największy wpływ na postawy wobec seksu przedmałżeńskiego. W społeczeństwach zdominowanych przez islam procent społeczeństwa uprawiający seks przedmałżeński jest najmniejszy. Według badania opublikowanego w 2013 roku, ponad 60% muzułmanów współżyło seksualnie ze swoim partnerem przed zawarciem małżeństwa, w porównaniu z 65% Hindusów, 71% chrześcijan (głównie w Europie i Ameryce Północnej), 84% Żydów i ponad 85% buddystów. Zasady dotyczące różnych zachowań seksualnych (w tym seksu przedmałżeńskiego) w chrześcijaństwie, judaizmie i islamie są bardziej surowe, niż zasady buddyzmu. Studenci uczęszczający do uczelni religijnych (głównie chrześcijańskich) mają bardziej negatywny pogląd na aktywność seksualną przed małżeństwem niż studenci z innych uczelni.